# Nadja Auermann
Nadja Auermann (Berlim, 19 de março de 1971) é uma supermodelo alemã.
Fotografou para a Vogue e Harper's Bazaar.
Desfilou para Versace e posou de minishorts para a clássica foto ao lado de Christy Turlington, Claudia Schiffer, Cindy Crawford e Stephanie Seymour.